# Spengler Cup 2006
Der Spengler Cup 2006 (französisch Coupe Spengler 2006) war die 80. Auflage des gleichnamigen Wettbewerbs und fand vom 26. bis 31. Dezember 2006 im Schweizer Luftkurort Davos statt. Als Spielstätte fungierte die dortige Vaillant Arena. Insgesamt besuchten 74'539 Zuschauer die elf Turnierspiele, was einem Schnitt von 6'776 pro Partie entspricht.
Es siegte der Gastgeber HC Davos, der durch einen 3:2-Sieg im Finalspiel über das Team Canada das Turnier gewann. In der Qualifikation hatten die Kanadier die Partie noch deutlich mit 6:3 für sich entschieden. Für den HCD, der sich nur aufgrund des gewonnenen direkten Vergleichs gegen den Mora IK für den Final qualifiziert hatte, war es der insgesamt 14. Titelgewinn und der vierten in den letzten sieben Jahren. Das Team Canada unterlag wie im Vorjahr dem zweitplatzierten Team der Vorrunde.
Der Tscheche Pavel Brendl in Diensten des Mora IK war mit sieben Scorerpunkten, darunter vier Tore, erfolgreichster Akteur des Turniers.

## Modus
Die fünf teilnehmenden Teams spielten zunächst in einer Einfachrunde im Modus «jeder gegen jeden», so dass jede Mannschaft vier Spiele bestritt. Die beiden punktbesten Mannschaften nach Abschluss der zehn Qualifikationsspiele ermittelten schliesslich in einer zusätzlichen Partie den Turniersieger.

## Turnierverlauf

### Qualifikation

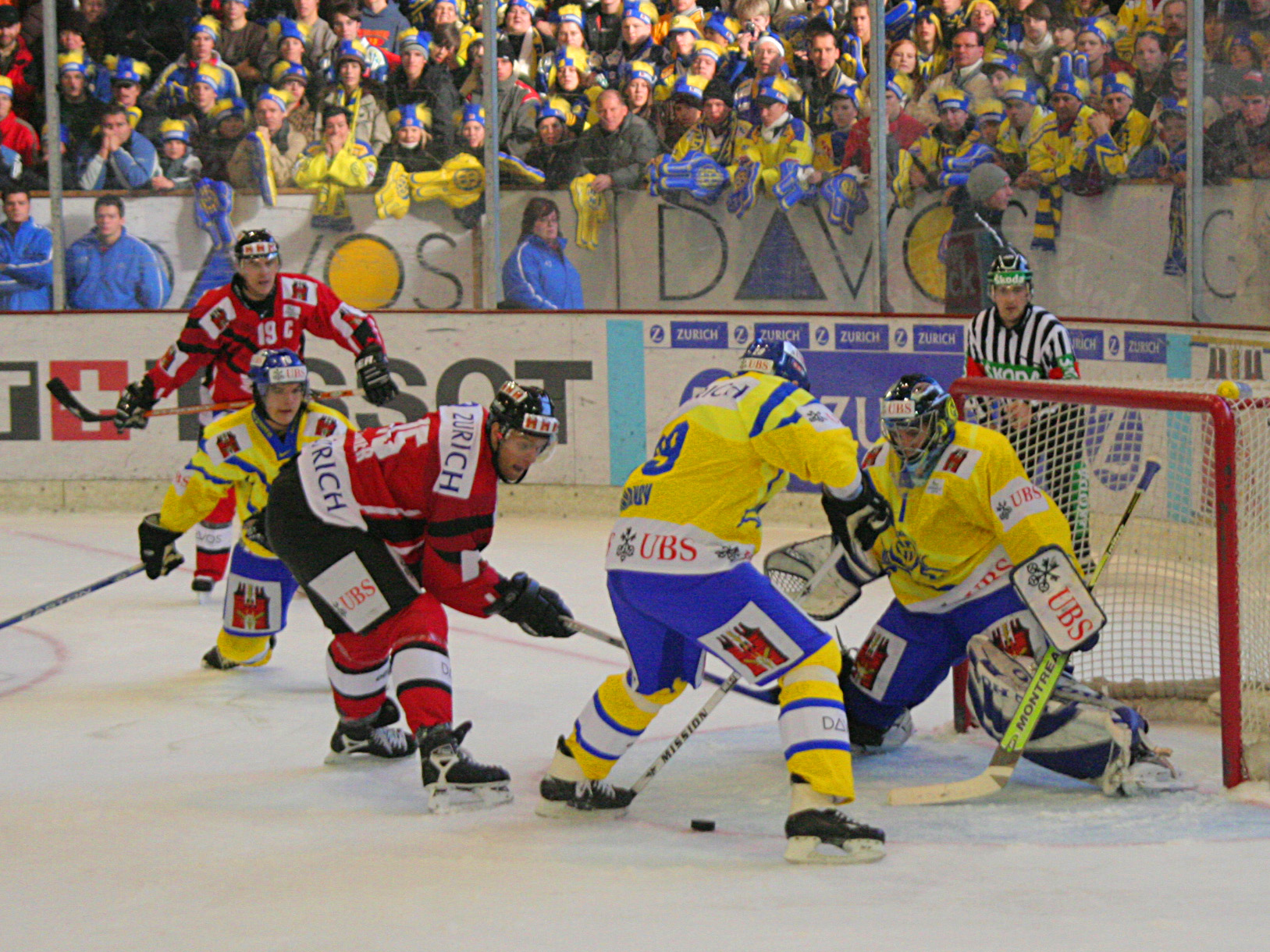
Spielszene aus der Partie zwischen dem HC Davos und dem Team Canada

| 26. Dezember 2006 15:00 Uhr | Eisbären Berlin P. Jarrett (17:43) | 1:4 (1:0, 0:2, 0:2) Spielbericht | HC Davos O. Petrow (25:10) A. Daigle (26:36) R. von Arx (44:28) N. Naumenko (45:49) | Vaillant Arena, Davos Zuschauer: 7'080 |

| 26. Dezember 2006 20:15 Uhr | Team Canada B. Reid (8:46) C. Herperger (23:23) S. Roest (52:21) S. Roest (PS) | 4:3 n. P. (1:1, 1:1, 1:1, 0:0, 1:0) Spielbericht | Mora IK M. Simons (1:33) E. Johansson (33:19) M. Kurvinen (58:00) | Vaillant Arena, Davos Zuschauer: 6'820 |

| 27. Dezember 2006 15:00 Uhr | Mora IK K. Bergqvist (9:55) P. Brendl (25:41) M. Kurvinen (34:51) K. Bergqvist (50:18) M. Jansson (58:24) | 5:0 (1:0, 2:0, 2:0) Spielbericht | Chimik Moskowskaja Oblast | Vaillant Arena, Davos Zuschauer: 6'602 |

| 27. Dezember 2006 20:15 Uhr | HC Davos R. Leblanc (1:01) N. Naumenko (2:15) J. Marha (44:43) | 3:6 (2:2, 0:2, 1:2) Spielbericht | Team Canada J. Wright (3:04) S. Roest (8:33) K. Kolanos (27:34) K. Law (28:07) C. Herperger (42:35) J. Wright (47:16) | Vaillant Arena, Davos Zuschauer: 7'080 |

| 28. Dezember 2006 15:00 Uhr | HC Davos E. Somervuori (16:47) M. Riesen (30:07) M. Riesen (51:40) A. Daigle (57:56) | 4:1 (1:0, 1:0, 2:1) Spielbericht | Mora IK P. Brendl (40:10) | Vaillant Arena, Davos Zuschauer: 7'080 |

| 28. Dezember 2006 20:15 Uhr | Eisbären Berlin S. Felski (10:11) S. Walker (20:38) K. Wharton (36:25) D. Quint (42:35) | 4:1 (1:0, 2:1, 1:0) Spielbericht | Chimik Moskowskaja Oblast I. Krikunow (33:16) | Vaillant Arena, Davos Zuschauer: 6'171 |

| 29. Dezember 2006 15:00 Uhr | Chimik Moskowskaja Oblast A. Schirokow (4:12) S. Mosjakin (15:43) P. Stschastliwy (19:00) S. Sewostjanow (25:59) A. Schirokow (35:16) | 5:0 (3:0, 2:0, 0:0) Spielbericht | Team Canada | Vaillant Arena, Davos Zuschauer: 6'543 |

| 29. Dezember 2006 20:15 Uhr | Mora IK K. Bergqvist (4:00) P. Brendl (13:47) J. Granström (24:54) M. Simons (41:46) J. Kapla (47:09) P. Brendl (49:07) | 6:1 (2:0, 1:0, 3:1) Spielbericht | Eisbären Berlin A. Roach (52:58) | Vaillant Arena, Davos Zuschauer: 5'923 |

| 30. Dezember 2006 15:00 Uhr | Team Canada T. Brent (8:40) D. Pittis (8:59) J. Harrison (30:50) K. Kolanos (41:17) S. Roest (59:59) | 5:2 (2:0, 1:2, 2:0) Spielbericht | Eisbären Berlin T. Paterlini (2507:) T. Paterlini (37:39) | Vaillant Arena, Davos Zuschauer: 7'080 |

| 30. Dezember 2006 20:15 Uhr | Chimik Moskowskaja Oblast S. Mosjakin (0:50) S. Mosjakin (56:23) S. Mosjakin (60:51) | 3:2 n. V. (1:0, 0:1, 1:1, 1:0) Spielbericht | HC Davos L. Burkhalter (22:51) R. Leblanc (46:15) | Vaillant Arena, Davos Zuschauer: 7'080 |

| Pl. |                           | Sp | S | OTN | N | Tore  | Punkte |
| --- | ------------------------- | -- | - | --- | - | ----- | ------ |
| 1.  | Team Canada               | 4  | 3 | 0   | 1 | 15:13 | 6      |
| 2.  | HC Davos                  | 4  | 2 | 1   | 1 | 13:11 | 5      |
| 3.  | Mora IK                   | 4  | 2 | 1   | 1 | 15:09 | 5      |
| 4.  | Chimik Moskowskaja Oblast | 4  | 2 | 0   | 2 | 09:11 | 4      |
| 5.  | Eisbären Berlin           | 4  | 1 | 0   | 3 | 08:16 | 2      |

### Final
| 31. Dezember 2006 12:00 Uhr | Team Canada M. Scalzo (5:14) J. Doig (8:19) | 2:3 (2:1, 0:0, 0:2) Spielbericht | HC Davos R. Leblanc (13:34) E. Somervuori (42:23) A. Ambühl (48:32) | Vaillant Arena, Davos Zuschauer: 7'080 |

## All-Star-Team
| Angriff:      | Michel Riesen – Pavel Brendl – Alexandre Daigle |
| Verteidigung: | Nick Naumenko – Jarno Kultanen                  |
| Tor:          | Konstantin Barulin                              |